# Magura (jaskinia)
Magura (bułg. Магура) – jaskinia położona w północno-zachodniej Bułgarii, w pobliżu wsi Rabisza w obwodzie Widyń, ok. 17 kilometrów od Bełogradczika.
Jaskinia położona jest w wysokim na 461 m masywie wapiennym, całkowita jej długość wynosi przeszło 2,6 km. Składa się z galerii głównej i odchodzących z niej trzech rozgałęzień o długości ponad 200 m, szerokości 50 m i wysokości 20 m. Wewnątrz jaskini panuje specyficzny mikroklimat z temperaturą utrzymującą się na poziomie 12 °C. W związku z tym jedno z jej odgałęzień jest wykorzystywane współcześnie jako piwnica do leżakowania lokalnego wina, zbliżonego smakiem do win z Szampanii.
Wewnątrz jaskini znajdują się liczne nacieki jaskiniowe: stalaktyty, stalagmity, stalagnaty, perły jaskiniowe, mleko wapienne, często o imponujących rozmiarach. Największy stalagnat ma ponad 20 m wysokości i obwód 4 m, największy stalagmit ponad 11 m długości i 6 m w obwodzie u podstawy.
Jaskinia stanowi również ważne stanowisko archeologiczne. W jej wnętrzu odkryto kości różnych gatunków zwierząt, m.in. niedźwiedzi jaskiniowych i hien jaskiniowych, a także ślady obecności ludzkiej z okresu epipaleolitu, neolitu, chalkolitu, epoki brązu i wczesnej epoki żelaza. Z czasów tych pochodzą pokrywające ściany jaskini malowidła, do których wykonania użyto odchodów nietoperzy. Tematyka malowideł jest różnorodna, obejmuje m.in. tańczące kobiety, mężczyzn na polowaniu, różne gatunki zwierząt, rośliny, słońce i gwiazdy, narzędzia.
W 1984 roku jaskinia została wpisana na bułgarską Listę Informacyjną UNESCO.

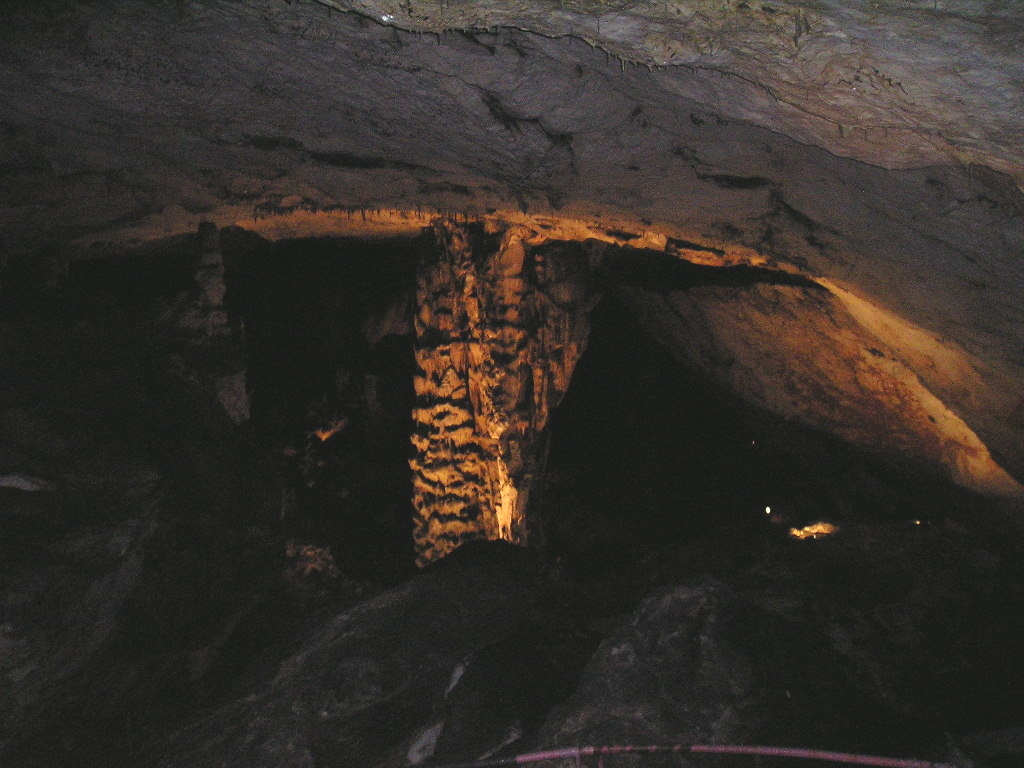
Wielki stalagnat
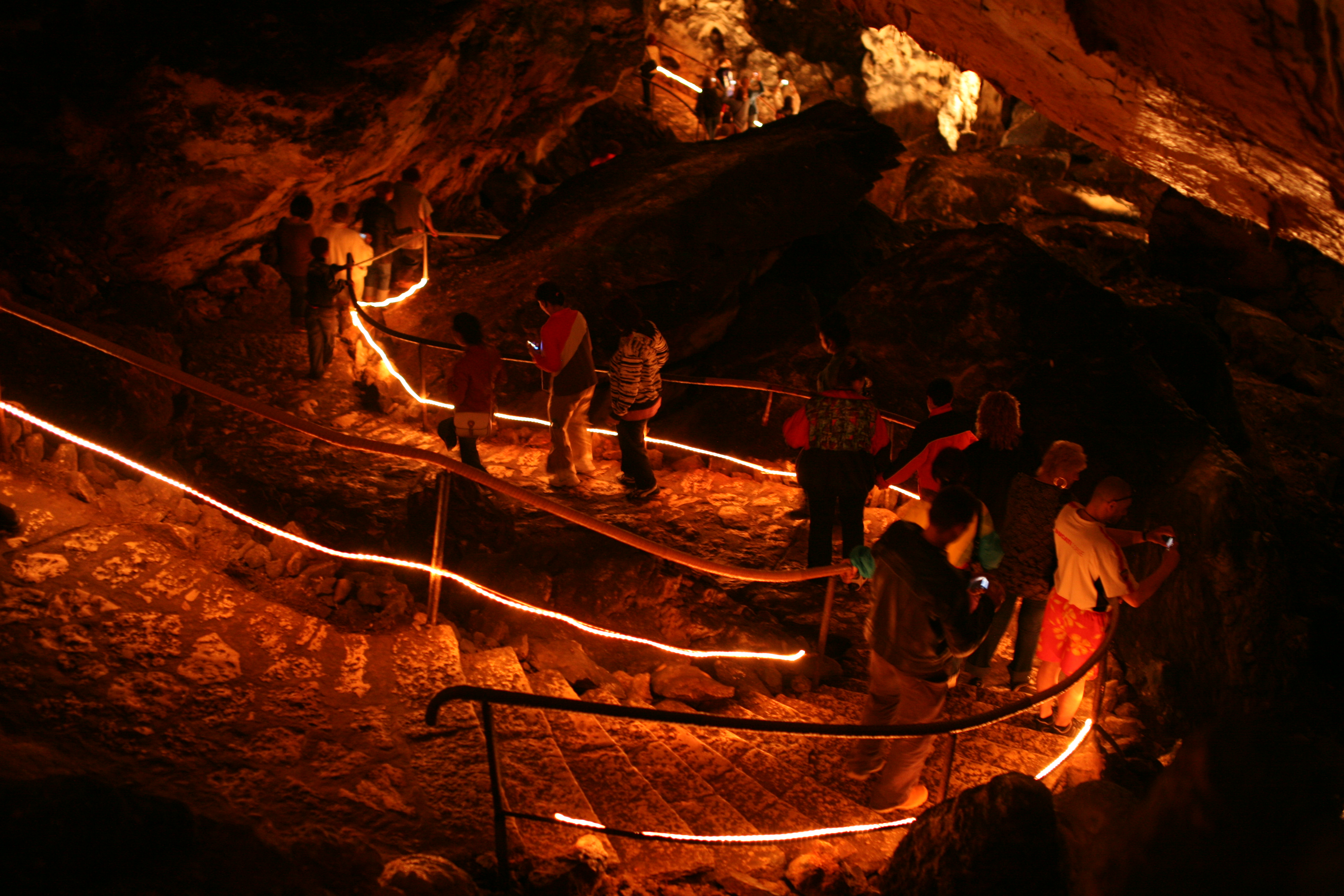
Turyści zwiedzający jaskinię
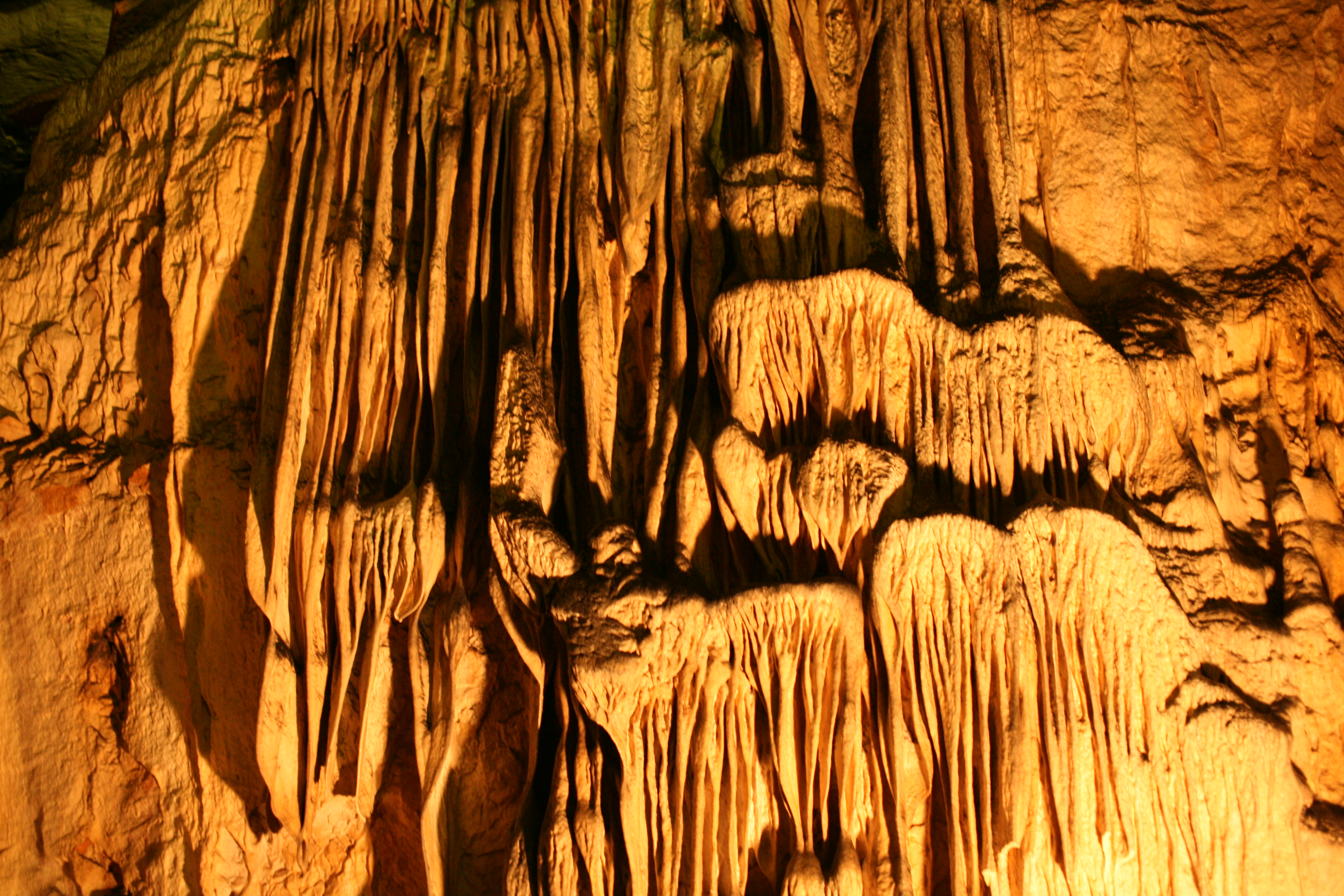
Nacieki jaskiniowe
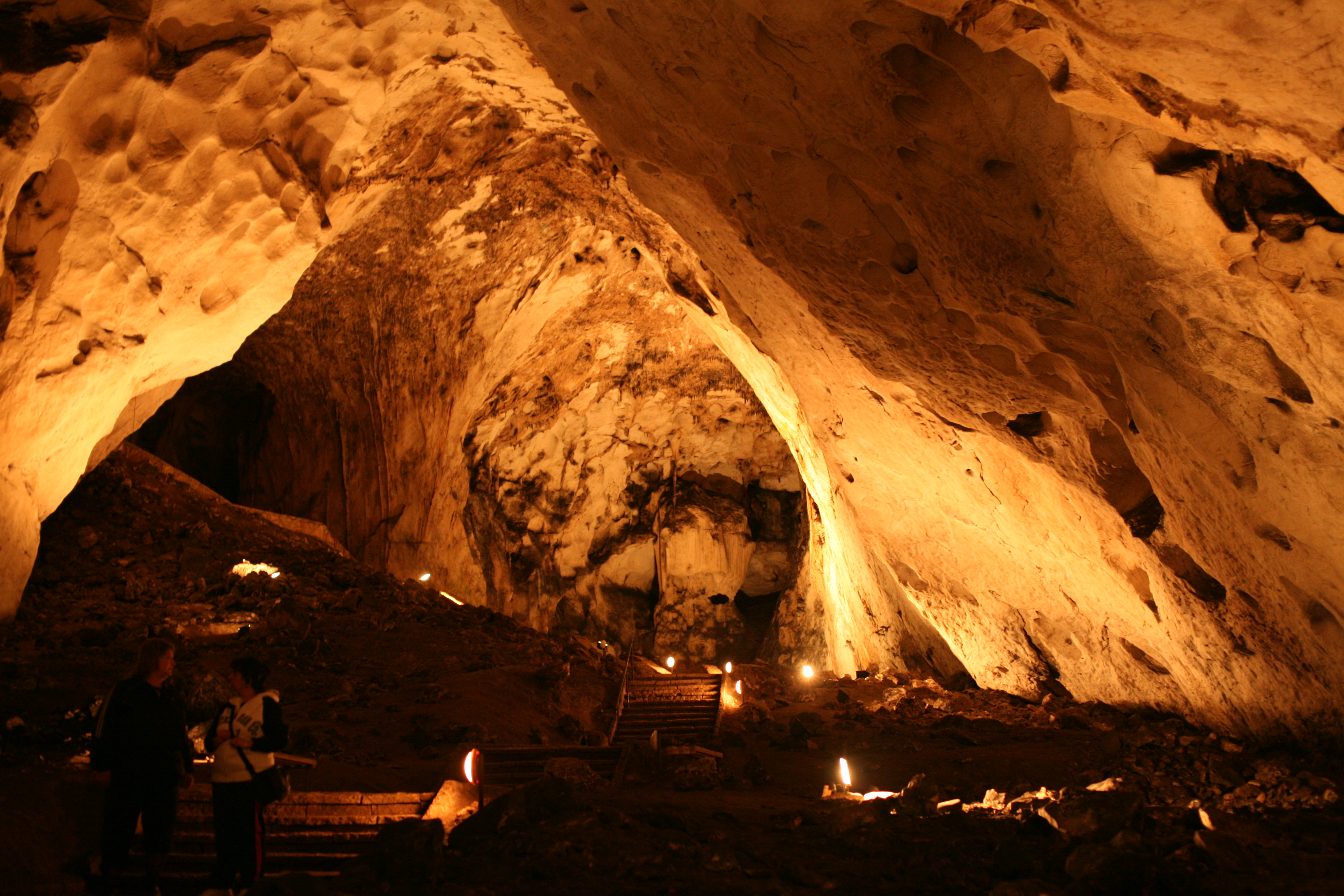
Widok wnętrza jaskini